# Neuwerkskirche (Erfurt)

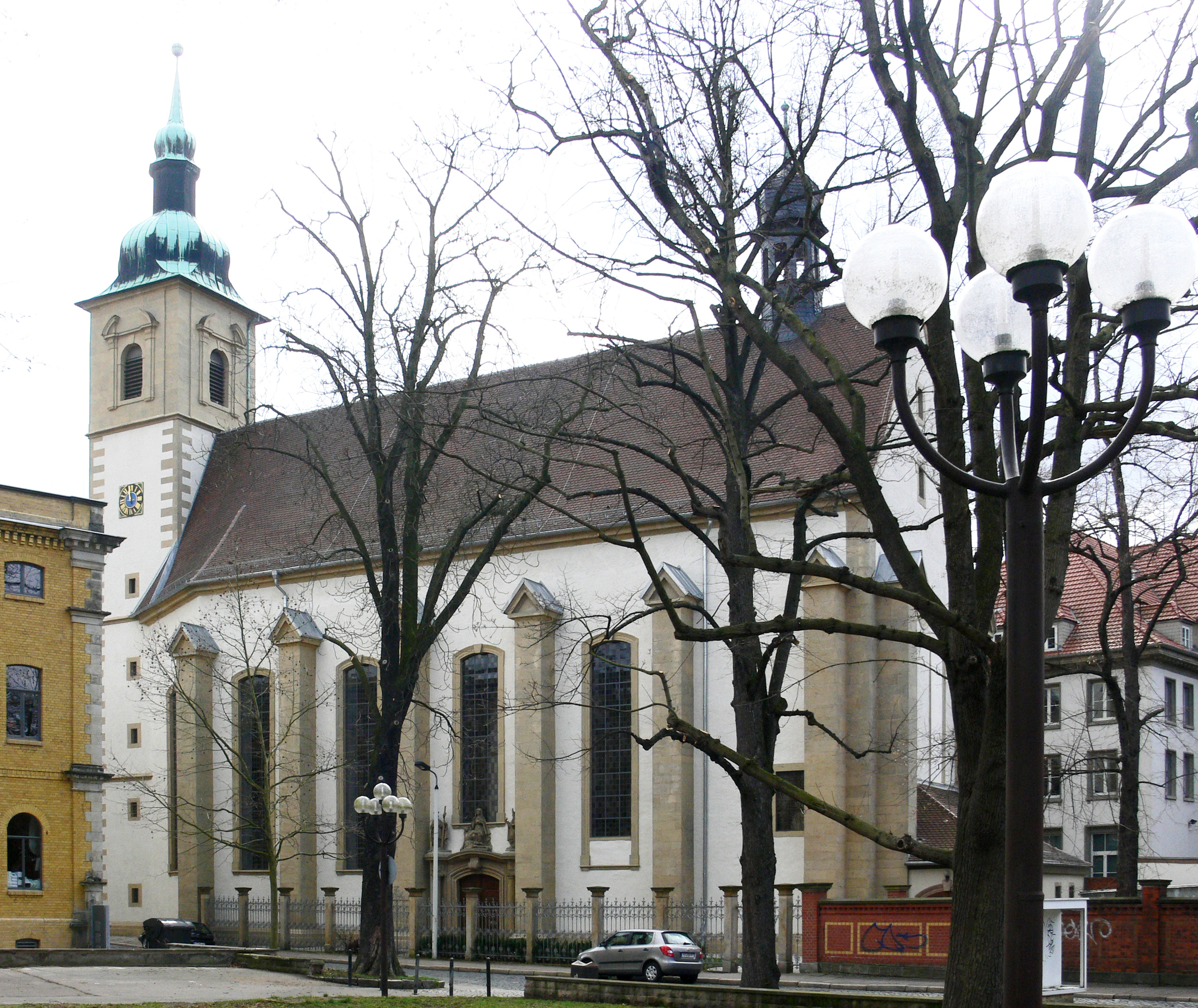
Die Neuwerkskirche

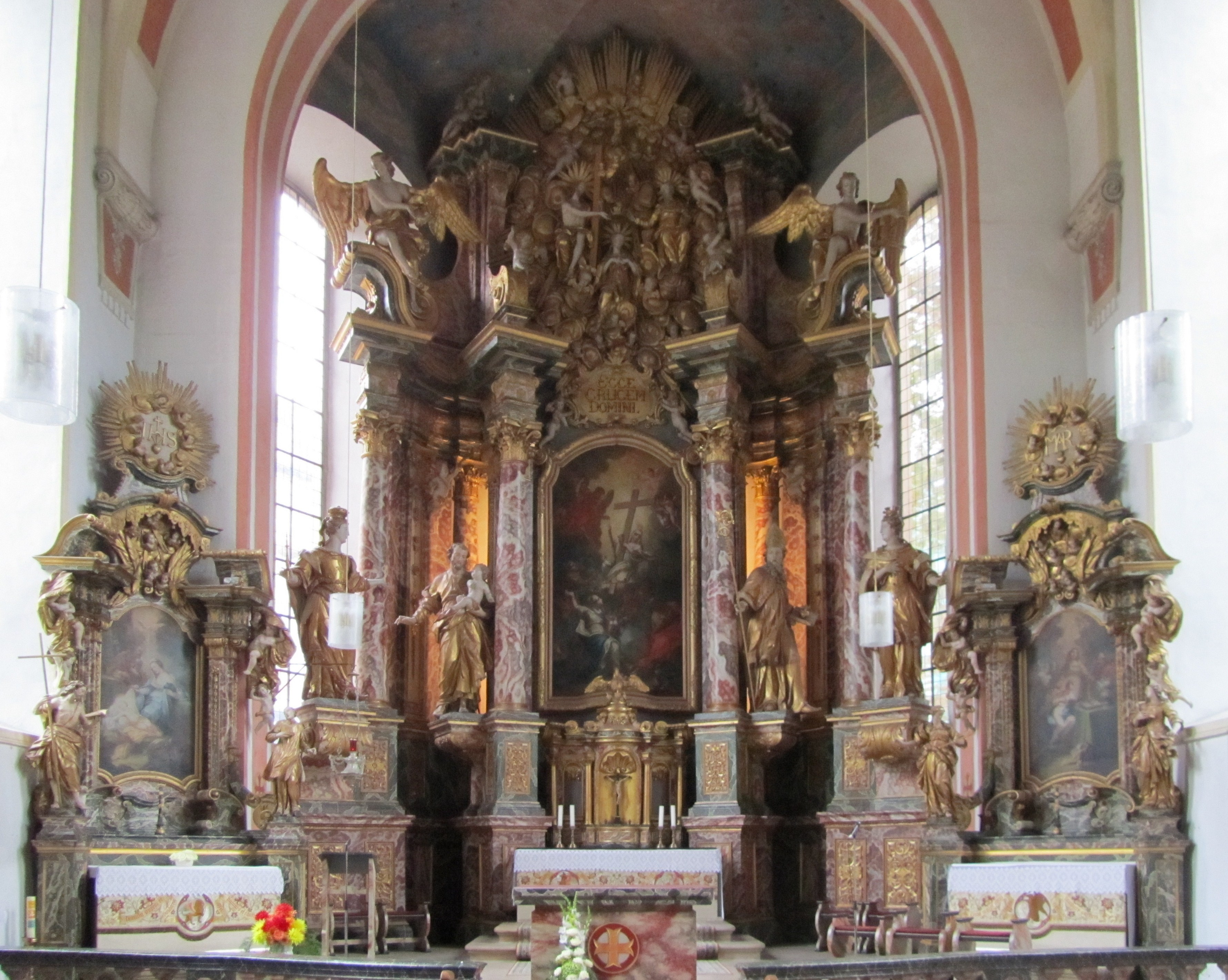
Altarraum

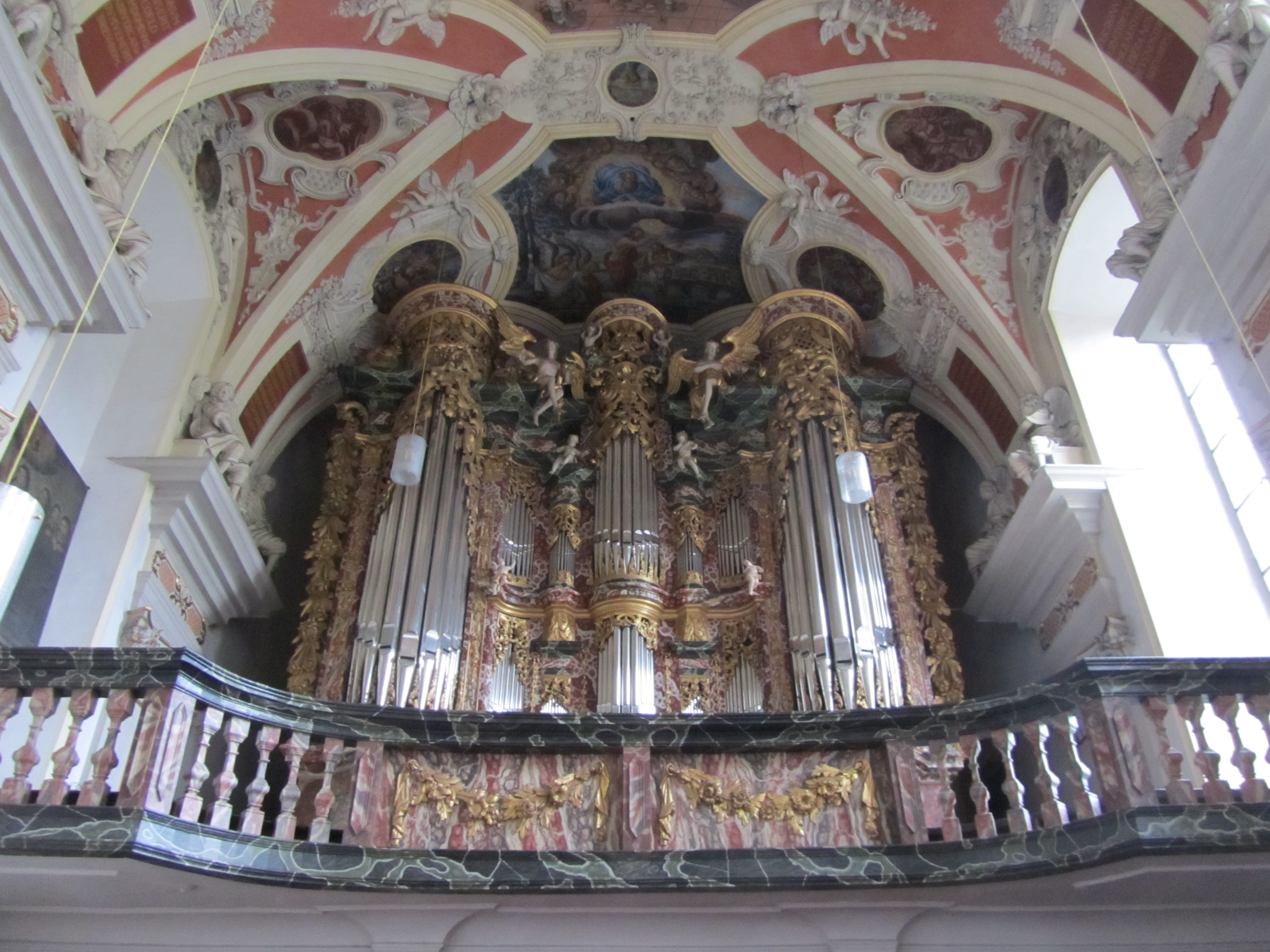
Orgelprospekt

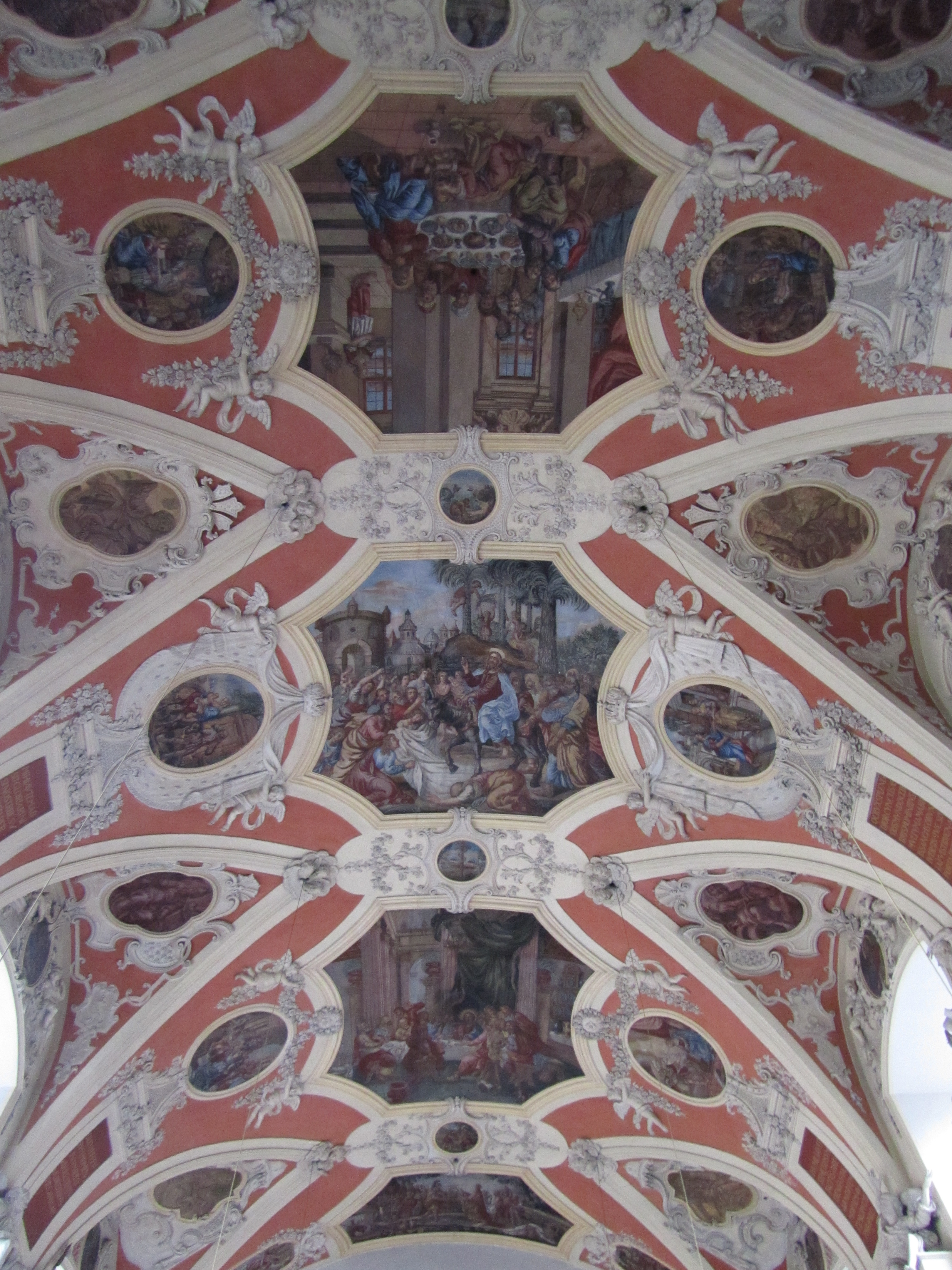
Deckenbemalung

Die römisch-katholische Filialkirche St. Crucis (Neuwerkskirche) steht am Rande der Altstadt der thüringischen Landeshauptstadt Erfurt. Sie ist Filialkirche der Pfarrei St. Laurentius Erfurt im Dekanat Erfurt des Bistums Erfurt. Sie trägt das Patrozinium vom Heiligen Kreuz.

## Geschichte
Die Neuwerkskirche wurde 1168 erstmals urkundlich erwähnt. Der spätromanische Bau stand in der 1166 errichteten Neustadt „auf dem neuen Werke“, woraus sich ihr Name ableitet. Die Kirche mit dem Patrozinium des Heiligen Kreuzes (lat. sanctae crucis, daher Cruciskirche) gehörte zum Kloster der Augustinerinnen, dem Neuwerkskloster. Ab 1285 wurde sie als Pfarrkirche genutzt. 1466–73 entstand die heutige Kirche zunächst in spätgotischen Formen, die dann zwischen 1731 und 1735 barockisiert wurden; am 25. September 1735 erfolgte die Weihe durch Bischof Gudenus. Die Inneneinrichtung wurde bis 1740 fertiggestellt. 1982 wurde die Gemeinde mit der Wigbertigemeinde zusammengelegt, welche Anfang 2017 in der neu gegründeten „Innenstadtpfarrei St. Laurentius“ aufging. Spätestens zum Advent 2026 will die Pfarrei auf Beschluss des Kirchenvorstandes die Kirche gemeinsam mit St. Georg, St. Martini sowie St. Nicolai und Jacobi schließen.

## Orgel
Die Orgel der Cruciskirche wurde etwa von 1732 bis 1737 von dem Orgelbaumeister Franciscus Volckland aus Erfurt erbaut. Das rein mechanische Instrument hat 28 Register auf zwei Manualen und Pedal. Es wurde 2000–2003 von der Orgelbaufirma Alexander Schuke Potsdam Orgelbau restauriert und teilweise rekonstruiert.
| I Hauptwerk CD–c3 |                |        |
| 1.                | Principal      | 08′    |
| 2.                | Quintatön      | 16′    |
| 3.                | Viola di Gamba | 08′    |
| 4.                | Gemshorn       | 08′    |
| 5.                | Bordun         | 08′    |
| 6.                | Traversière    | 08′    |
| 7.                | Octave         | 04′    |
| 8.                | Quinte         | 03′    |
| 9.                | Sesquialtera   | 02 ⁄3′ |
| 10.               | Octave         | 02′    |
| 11.               | Mixtur IV      |        |
| 12.               | Cymbel IV      |        |
| 13.               | Vox humana     | 08′    |
|                   | Tremulant      |        |
|                   | Glockenspiel   |        |

| II Brustwerk CD–c3 |             |       |
| 14.                | Principal   | 4′    |
| 15.                | Quintatön   | 8′    |
| 16.                | Gedackt     | 8′    |
| 17.                | Flaut douce | 8′    |
| 18.                | Nachthorn   | 4′    |
| 19.                | Quinte      | 3′    |
| 20.                | Octave      | 2′    |
| 21.                | Terz        | 1 ⁄3′ |
| 22.                | Mixtur IV   |       |

| Pedal CD–c1 |           |     |
| 23.         | Principal | 16′ |
| 24.         | Violone   | 16′ |
| 25.         | Subbass   | 16′ |
| 26.         | Oktave    | 08′ |
| 27.         | Octave    | 04′ |
| 28.         | Posaune   | 16′ |

- Koppeln: Manualschiebekoppel II/I, I/P